# Conseil national de l'alimentation
Le Conseil national de l'alimentation (CNA) est une instance consultative indépendantefrançaise, composée des acteurs et actrices de la chaîne alimentaire, et rattachée aux ministères de l’environnement, de la santé, de la consommation et de l’agriculture,. 
Le CNA est notamment consulté sur les grandes orientations de la politique relative à la sécurité alimentaire et la sécurité sanitaire des aliments, la qualité des denrées alimentaires, l’information des consommateurs, la prévention des crises et la communication sur les risques. Il est notamment consulté dans le cadre de la définition du Programme national pour l'alimentation.
Le conseil formule des recommandations destinées aux décisionnaires et aux acteurs et actrices de la chaîne alimentaire en associe régulièrement des citoyens et des citoyennes à ses travaux depuis 2020, afin de bénéficier de leurs savoirs et de mieux identifier les attentes sociétales. Pour cela, il met également en place des dispositifs de participation citoyenne, avec l'appui méthodologique de la Commission nationale du débat public (CNDP).

## Cadre réglementaire
La loi n° 2014-1170 du 13 octobre 2014 d'avenir pour l'agriculture, l'alimentation et la forêt indique que le CNA « participe à l'élaboration du programme national pour l'alimentation, notamment par l'analyse des attentes de la société et par l'organisation de débats publics, et contribue au suivi de sa mise en œuvre ». Un décret du 22 octobre 2018 prévoit que le Conseil national peut désormais être saisi pour effectuer un retour d'expérience en cas de crises sanitaires.
Le CNA est constitué de 66 membres nommés par arrêté conjoint des ministres chargés de l’environnement, de la consommation, de la santé et de l’agriculture, répartis en 9 collèges :
- Associations nationales de consommateur(rice)s
- Production agricole
- Transformation et artisanat
- Distribution
- Restauration
- Syndicats de salarié(e)s
- Société civile : représentant(e)s de l’aide alimentaire, des usager(ère)s du système de santé, de la protection de l’environnement, de la protection animale, de la lutte contre l’obésité et des étudiant(e)
- Personnalités qualifiées, désignées en raison de leurs compétences en matière d’alimentation
- Représentant(e)s du Parlement français (Sénat et Assemblée nationale).

Aux membres nommés s’ajoutent également 9 membres de droit :
- Agence nationale de sécurité sanitaire de l’alimentation, de l’environnement et du travail (Anses),
- Institut national de recherche pour l’agriculture, l’alimentation et l’environnement (INRAE),
- Institut national de la santé et de la recherche médicale (Inserm),
- Institut français de recherche pour l’exploitation de la mer (Ifremer),
- Agence de la transition écologique (ADEME),
- Institut national de la consommation (INC),
- Association des maires de France (AMF),
- Assemblée des départements de France (ADF),
- Régions de France

Assistent de plein droit aux séances du conseil, et participent aux débats avec voix consultative, les représentant(e)s des ministres chargés de l’agriculture, de la transition écologique, de l’économie, de la santé, de l’éducation nationale, de la recherche, de l’emploi et des outre-mer.
Des invités permanents complètent la représentativité des acteurs et actrices associé(e)s aux travaux du CNA.
Depuis 2021, le CNA fait aussi appel à des dispositifs de participation citoyenne sur certains thèmes, comme celui de la précarité alimentaire, et en 2023 sur les enjeux de prévention contre les risques sanitaires à domicile.

## Avis et recommandations
En 2011, il réfléchit à la réintroduction des farines animales. Il s'interroge, en 2015, sur l'introduction du logo Nutri-score pour l'information nutritionnelle, son président déclarant que ce code couleur risquait de « stigmatiser les produits emblématiques de la gastronomie française », puis publie l'avis n°75 à ce sujet, qui recommande la mise en place d'une structure d'expertise collective dans le domaine des sciences humaines et sociales de l'alimentation.
En 2017, il publie des recommandations sur :
- les enjeux de la restauration collective en milieu scolaire ;
- l'alimentation en milieu hospitalier[11] ;
- la gestion de crise et la communication ;
- les enseignements tirés de la crise de l'ESB[12].

Fin 2017, le CNA est associé aux travaux des États généraux de l'alimentation initiés par le gouvernement.
En 2018, le CNA publie deux avis : le premier porte sur le commerce électronique de denrées alimentaires et l'information du consommateur et le deuxième sur une alimentation favorable à la santé. S'ajoute en 2019 un retour d'expérience sur la crise du Fipronil, un avis sur l’éducation à l'alimentation, et un autre rapport sur le Comité national d'éthique abattoirs (CNEAb) mis en place en 2017.
En juin 2019, dans le contexte particulier du projet de la loi anti-gaspillage pour une économie circulaire (loi AGEC) et de l’élaboration du PNSE4 « Mon environnement, ma santé », le Conseil national de l'alimentation est saisi par ses quatre ministères de rattachement pour mener une réflexion autour des emballages alimentaires. De cette saisine résulte trois avis : la liste des exemptions relatives aux emballages plastiques pour les fruits et légumes prévue par la loi AGEC ; la substitution des contenants alimentaires composés de plastique dans la restauration collective prévue par la loi «Egalim» ; la réduction des emballages alimentaires en général (sobriété des emballages), notamment le développement de la vente en vrac.
À l'été 2020, le CNA se saisit pour conduire un retour d'expérience de la crise Covid-19 sur la première période de confinement national. Ce Retex a permis au CNA de "formuler deux niveaux de recommandations :
- des recommandations pour aller vers une évolution systémique, qui se décomposent en trois problématiques à résoudre pour une plus grande durabilité et résilience des systèmes alimentaires à la suite de la crise Covid-19 ;
- des recommandations pour aller vers une meilleure gestion de crise, qui se décomposent en huit pistes d’action pour une meilleure réponse du système alimentaire face aux crises et/ou aux situations de confinement"[14].

En 2024, plus de 90 avis ont été adoptés par le CNA. Les derniers travaux portent sur : l'alimentation comme vecteur du bien vieillir, l'information pour prévenir les risques sanitaires des pratiques alimentaires.

## Anciens présidents
- Jean-Jacques Bernier - gastroentérologue[15]
- Christian Cabrol - chirurgien cardiaque[15]
- Christian Babusiaux - président de la première chambre de la Cour des comptes, ancien directeur général de la concurrence, de la consommation et de la répression des fraudes[15]
- Philippe Guérin (ancien directeur général de l’alimentation)[15]
- Bernard Vallat (vétérinaire, ancien directeur général de l’Organisation mondiale de la santé animale) (2009-2016)[15]
- Guillaume Garot (député, ancien ministre délégué à l'Agroalimentaire) (2016-2022)
- Laurence Maillart-Méhaignerie (ancienne députée) (2023-2024)